# Quartier Claude Decaen
Le quartier Claude Decaen est une ancienne caserne d'artillerie située à Caen, dans le quartier Sainte-Thérèse-Demi-Lune. Occupée à partir de 1913, elle est détruite après sa cession à la ville de Caen à la fin des années 1980.

## Situation
La caserne formait un quadrilatère de 13,9 ha délimitée par :
- au nord, l'avenue du Capitaine-Georges-Guynemer ;
- à l'est, la rue Michel-Lasne ;
- au sud, le boulevard Raymond-Poincaré ;
- à l'ouest par la rue Guillaume-Trébutien.

## Histoire
En juillet 1871, la municipalité entame des démarches afin de créer à Caen une école d'artillerie. Le 21 juillet, le ministère de la Défense expose ses conditions en vue d'ouvrir un nouvel établissement dans la ville : la municipalité doit participer financièrement à la hauteur de 10 % et doit approvisionner la future caserne en eau. Le 3 novembre, le conseil municipal se soumet à ses exigences. Cinq ans plus tard, elle acquiert un terrain de 27 ha au lieu-dit de la Guérinière, situé alors sur la commune de Cormelles-le-Royal, dans le but de l'aménager en champ de manœuvres. Puis le projet est abandonné pendant plusieurs décennies.
Le projet est repris en 1909 seulement. On choisit un terrain situé sur les hauteurs de Vaucelles, non loin du champ de manœuvre de la Guérinière, au sud du boulevard Leroy qui marquait alors la limite méridionale de l'espace urbanisé. L'accord entre la ville et les différents ministères est finalement signé en mars 1911. Une voie ferrée provisoire est posée afin de transporter les matériaux nécessaires à la construction. En 1913-1914, une nouvelle voie, baptisée avenue Albert-Ier le 12 décembre 1914, est tracé dans le prolongement de la rue du Belvédère afin de relier la nouvelle caserne au reste de la ville. Les travaux de la caserne d'artillerie elle-même sont à peine achevés quand la Première Guerre mondiale éclate. Le 2 octobre 1913, une partie du 43e régiment d’artillerie de campagne, en provenance du camp de Satory, s'installe dans la partie de la caserne déjà construite. Le reste du régiment, en provenance de Rouen les rejoint en avril 1914. Elle est ensuite rebaptisée quartier Claude Decaen en l'honneur de Claude Théodore Decaen. 
Pendant l'entre-deux-guerres, la caserne est occupée par le 43e régiment d'artillerie divisionnaire et le 243e régiment d'artillerie lourde divisionnaire. Occupée par les forces d'occupation allemandes entre 1940 et 1944, elle est transformée en camp d'internement. Après la bataille de Caen, elle abrite des réfugiés pendant la reconstruction de la ville.
La caserne retourne dans le giron de l'armée qui n'en fait pas usage. Le site est cédé au deux-tiers par le Ministère de la défense à la ville de Caen en 1982, puis en totalité en 1985. Une zone d'aménagement concertée, la ZAC Claude Decaen, est créée en 1988. La plupart des bâtiments et le mur d'enceinte sont détruits ; seul l'ancien poste de commandement est conservé. À l'emplacement de la caserne sont construits des logements, une maison de retraite, une clinique, ainsi que la caserne Le Flem,. Un jardin public est aménagé autour du seul bâtiment qui a été conservé (pôle de vie Rive droite depuis février 2013).

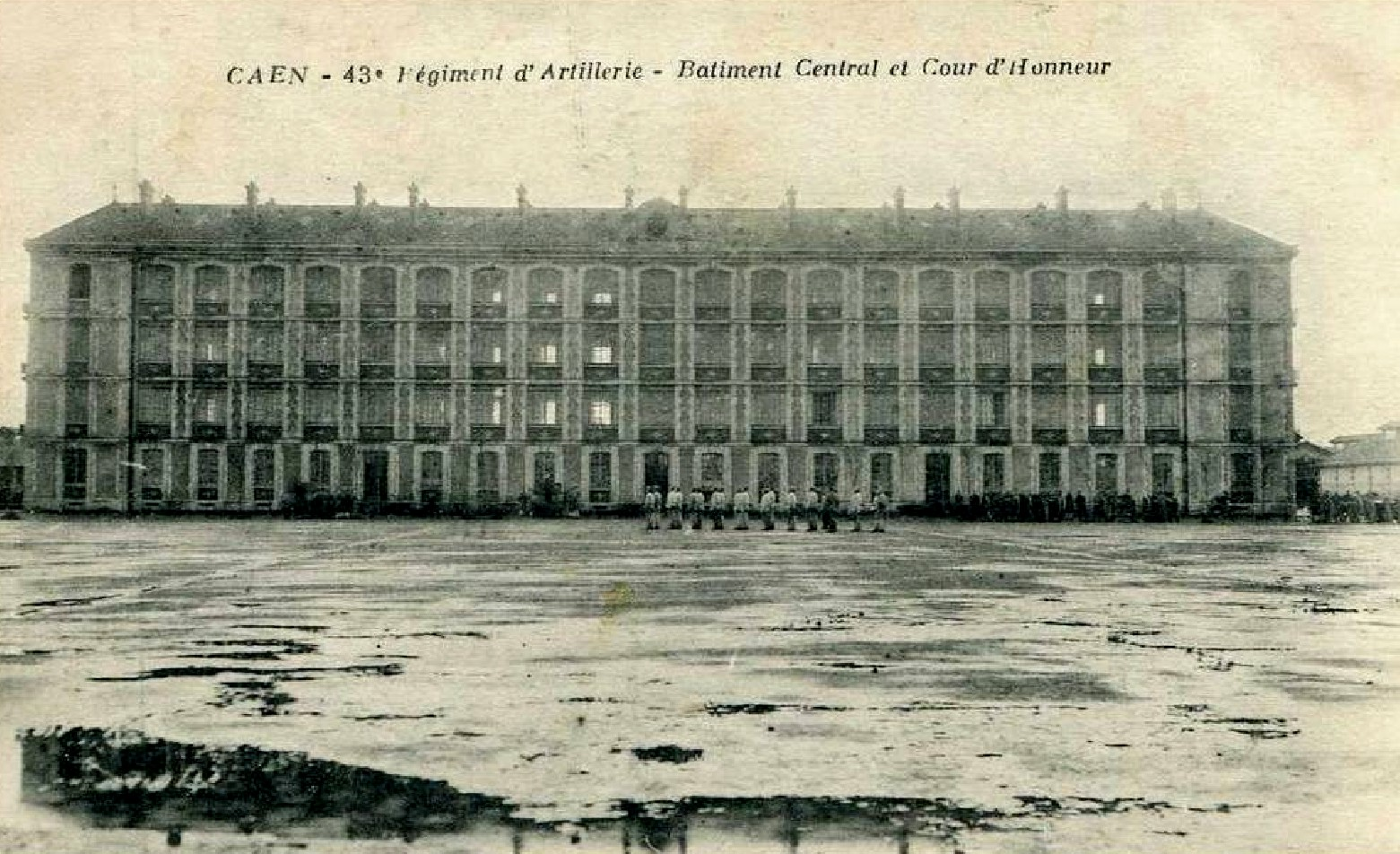
Bâtiment central et cour d'honneur[16].
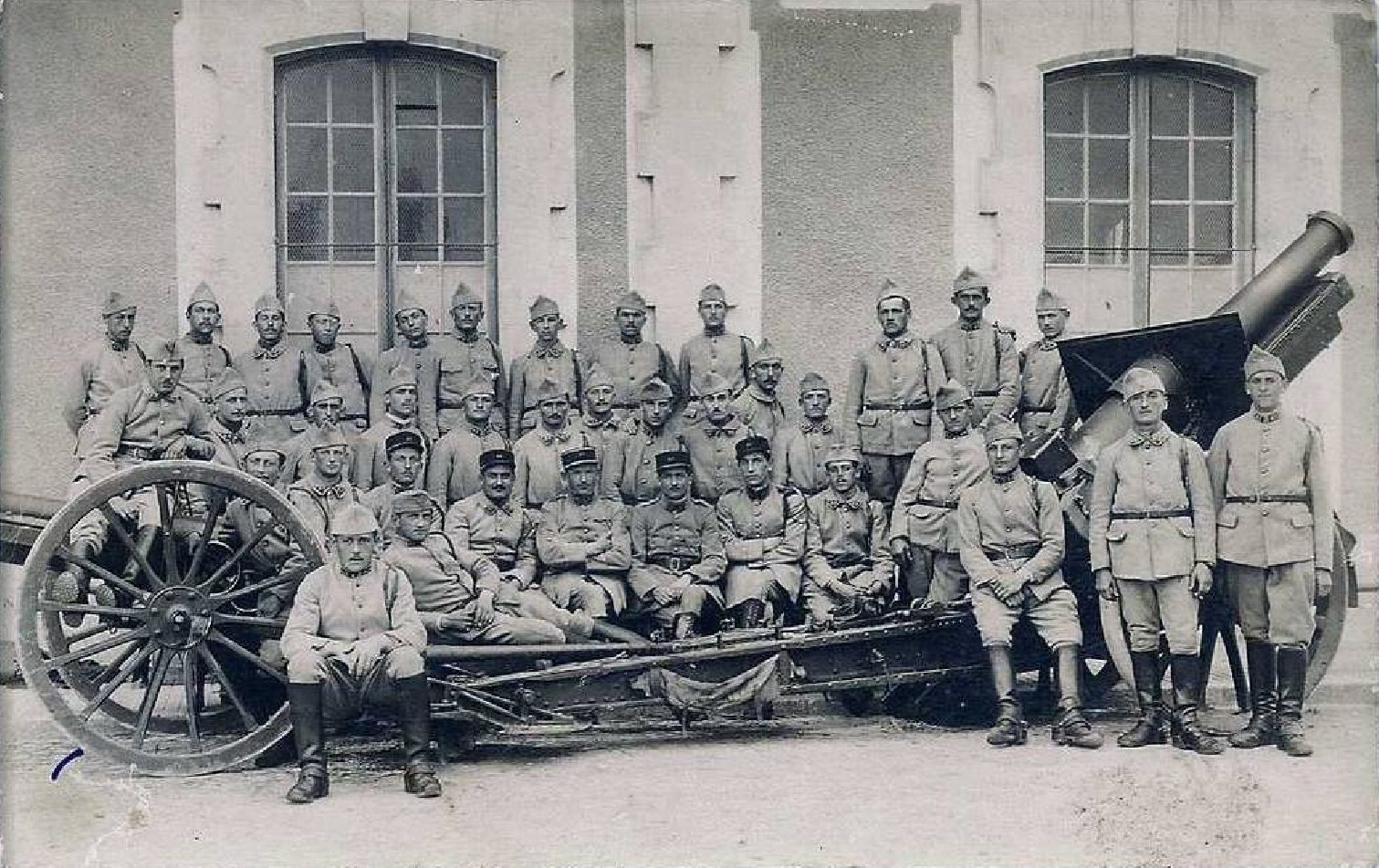
43e RAD, fin des années 1930[16] .